# 施以諾
施以諾，台灣作家、精神科治療師 、精神科職能治療學者 。現任輔仁大學醫學院職能治療學系專任教授，曾擔任包括輔仁大學醫學院老人照顧資源中心主任、輔仁大學醫學院職能治療學系系主任、臺北市醫學人文學會理事長、萬芳醫院精神科治療師督導、高雄文學館駐館文學家等職務  。發表有多篇醫學人文等相關論文。

## 著作
- 2000《心靈小點心1》（橄欖出版社）
- 2000《別為查經抓狂》（橄欖出版社）
- 2001《心靈小點心2》（橄欖出版社）
- 2002《幸福處方》（橄欖出版社）
- 2003《態度，決定了你的高度》（橄欖出版社）
- 2004《氣質，是最好的名牌》（橄欖出版社）
- 2005《因為單純，所以傑出》（橄欖出版社）
- 2006《病房裡的音樂會：醫護人員的音樂治療實用手冊》（藝軒出版社）
- 2007《信心，是一把梯子》（主流出版有限公司）
- 2008《寫作驚豔》（主流出版有限公司）
- 2009《內在三圍：頭圍、胸圍、肚圍》（主流出版有限公司）
- 2012《信仰，是最好的金湯匙》（主流出版有限公司）
- 2013《詩歌，是一種抗憂鬱劑》（主流出版有限公司）
- 2015《品格，是一把鑰匙》（主流出版有限公司）
- 2017《恩典夠用-施達雄的人生驚豔》（橄欖出版社）
- 2017《喜樂，是一帖良藥》（主流出版有限公司）
- 2019《說話有夠神》（橄欖出版社）
- 2020《施以諾的樂活處方》（主流出版有限公司）